# Sabbiatura (medicina)
La sabbiatura o psammatoterapia (dal greco ψάμμα -ατος = ψάμμος «sabbia» e "terapia") è un trattamento termale che consiste nel ricoprire il corpo con sabbia marina. Coadiuvata dalla balneoterapia (immersioni in acqua di mare) e dall'elioterapia (esposizione ai raggi solari), costituisce una vera e propria terapia rigenerativa, la talassoterapia, (dal greco: thalassa = mare e thérapeia = trattamento), basata sull'azione congiunta dei fattori marini (sabbia, sole, vento e acqua marina).

## Psammatoterapia
Per psammatoterapia si intende un metodo di cura consistente nell'applicazione sul corpo di sabbia riscaldata. In Medicina Termale il termine viene definito più restrittivamente come “applicazione terapeutica di sabbia in ambiente marino”. In effetti sia l'ambiente climatico marino, sia la presenza dell'acqua di mare conferiscono alla psammatoterapia quei caratteri peculiari che la fanno utilizzare quasi esclusivamente sulla spiaggia del mare.
Anche i Romani conoscevano ed usavano questa sorta di trattamento, del resto di applicazione quasi istintiva e quindi interpretato in modo individuale ed arbitrario. Solo con il risvegliarsi dell'interesse medico per le cure marine, nel 1892 a Grado (Friuli-Venezia Giulia) venne costruito il primo stabilimento psammatoterapico d'Europa, che diede il via ad un più razionale impiego di tale metodica di cura.
In realtà i primi studi controllati sugli effetti biologici della psammatoterapia sono stati effettuati solo a partire dagli anni '50, in particolare per opera dell'Istituto di Idrologia medica dell'Università di Bologna, presso gli Stabilimenti di Grado. Tali ricerche hanno consentito di puntualizzare alcuni problemi di metodologia e tecnica applicativa nonché, attraverso osservazioni clinico-statistiche e biologiche condotte su gruppi anche molto numerosi di pazienti, di conoscere meglio gli effetti terapeutici e di precisarne di conseguenza le indicazioni.
Per quanto riguarda il meccanismo di azione le ricerche effettuate sul comportamento di vari test ed indici biologici hanno consentito di chiarire alcuni aspetti del problema. Esso però presenta ancora numerose incognite, legate soprattutto alla difficoltà di poter scindere, sul piano sperimentale, le modificazioni indotte dall'applicazione termica (sabbia) da quelle provocate dall'ambiente climatico marino. La psammatoterapia quindi apporta all'organismo elevate quantità di calore, consentendo di applicare sulla cute temperature molto elevate (55°-60°) proprio per le caratteristiche del mezzo di applicazione, cioè la sabbia a struttura finemente granulare, la cui discontinuità e secchezza facilitano la sudorazione, consentendo all'organismo di mantenere l'equilibrio termico e di evitare i rischi del colpo di calore. A tale intensa termoterapia si aggiunge la stimolazione di tipo chimico fisico dei granuli di sabbia e delle varie sostanze disciolte nell'acqua di mare che con essi sono commiste. Questo complesso stimolo fisico chimico portato sulla cute del paziente esplica effetti locali con l'intensa iperemia, e generali, quali le marcate modificazioni del circolo, con variazioni della distribuzione del sangue e dei liquidi interstiziali che inducono attivazione dei processi metabolici, miglioramento del trofismo cellulare e facilitata eliminazione di scorie metaboliche. L'interazione di tali meccanismi realizza un sinergismo di azione estremamente utile e praticamente insostituibile sul piano terapeutico. Nel trattamento psammatoterapico inoltre si ritiene che vengano messi in atto fenomeni di attivazione neuroendocrina determinati dall'influenza climatica, che si ripercuotono a livello dei connettivi, nel senso di un'azione favorente il riassorbimento degli stravasi ematici, delle essudazioni secondarie e la riorganizzazione dei tessuti lesi.

### Meccanismi biologici
- Intenso “stress” termico
- Marcata vasodilatazione
- Aumento del consumo di ossigeno (+65%)
- Aumento della frequenza cardiaca (+46%)
- Intensa sudorazione (450gr – 1500gr)
- Stimolazione ipofisaria e corticosurrenalica
- Aumento della secrezione di 17 chetosteroidi urinari
- Aumento della concentrazione plasmatica di beta endorfine
- Aumento del carico funzionale renale

## Applicazione della psammatoterapia
La metodica di applicazione della psammatoterapia, già empiricamente nota da molti secoli, è stata codificata nel secondo dopoguerra ad opera di Pietro Farneti e Carlo Menarini, sulla scorta delle esperienze dei predecessori. 
La sabbia, raccolta sulla spiaggia in corrispondenza della battigia, viene trasportata allo stabilimento dove con essa, dopo l'evaporazione che elimina l'acqua trattenendo invece le sostanze disciolte, viene preparata una “buca” nella quale il paziente si sdraia per essere ricoperto dalla sabbia debitamente riscaldata, per un tempo stabilito dal medico che varia da un minimo di 5-8 minuti in fase iniziale ad un massimo di 20 minuti. Alla fine dell'immersione nella sabbia il paziente, che ha cominciato a sudare abbondantemente, viene fatto uscire dalla “buca” e, avvolto in una coperta di lana, avviato alla cosiddetta “reazione”. Essa consiste in un periodo di tempo durante il quale nel paziente, sottratto all'azione diretta dello stimolo ed in assoluto riposo, le modificazioni funzionali provocate dal trattamento vanno prima stabilizzandosi e quindi lentamente regredendo. Alla fine della “reazione” viene effettuata una doccia con l'acqua calda dopo di che, asciugato, il paziente si trasferisce nel tepidarium ad attendere la fine della traspirazione ed il graduale ritorno alla normalità. 
In conclusione, l'esame della vasta casistica, raccolta soprattutto negli stabilimenti di Grado, consente di affermare che la psammatoterapia, applicata secondo le norme di una corretta metodologia, costituisce un valido presidio terapeutico in numerose forme di artropatie, con una spiccata attività specie sulla componente dolorosa di esse.
Le sue indicazioni principali, elencate in ordine di importanza sulla base dei risultati conseguiti sono:
- Esiti di traumatismi articolari e para articolari recenti o lontani
- Artrosi secondarie
- Artropatie dismetaboliche (artropatia uratica cronica)
- Reumatismi primari a prevalente impronta degenerativa

Trattando in particolare le applicazioni nelle patologie muscolo scheletriche dello sportivo è intuitivo che meccanismi di azione ed indicazioni fanno della psammatoterapia un trattamento quasi di elezione nelle numerose lesioni post-traumatiche e di sovraccarico funzionale cui l'atleta è sottoposto nel corso della sua attività.